# 2012年ロンドンオリンピックのガンビア選手団
2012年ロンドンオリンピックのガンビア選手団（2012ねんロンドンオリンピックのガンビアせんしゅだん）は、2012年7月27日から8月12日までイギリスのロンドンで開催されたロンドンオリンピックガンビア選手団の名簿。

## 選手団
- 人員: 選手 2人
- 開会式旗手: スワイボウ・サネ

## 種目別選手・スタッフ名簿及び成績

### 陸上競技
- スワイボウ・サネ（男子100m）10秒18 準決勝敗退
- Saruba Colley（女子100m）12秒06 予選敗退